# Supercoppa di Grecia 2022 (pallacanestro)
La Supercoppa di Grecia 2022 è stata la 3ª Supercoppa di Grecia di pallacanestro maschile, organizzata dall'ESAKE.
Si è disputata l'1 e il 2 ottobre 2022 presso la Kallithea Palais des Sports di Rodi tra i seguenti quattro club:
- Olympiakos, campione di Grecia 2021-22 e vincitore della Coppa di Grecia 2021-22
- Panathīnaïkos, 2º classificato in Basket League 2021-2022 e finalista Coppa di Grecia 2021-2022
- Promitheas, 3º classificato in Basket League 2021-2022
- Kolossos Rodi, squadra ospitante e 5º classificato in Basket League 2021-2022

## Tabellone
|  | Semifinali    | Semifinali    | Semifinali    |               |            | Finale             | Finale             | Finale             |  |
|  |               |               |               |               |            |                    |                    |                    |  |
|  | Olympiakos    | Olympiakos    | 93            |               |            |                    |                    |                    |  |
|  | Olympiakos    | Olympiakos    | 93            |               |            |                    |                    |                    |  |
|  | Promitheas    | Promitheas    | 65            |               |            |                    |                    |                    |  |
|  | Promitheas    | Promitheas    | 65            |               | Olympiakos | Olympiakos         | 67                 |                    |  |
|  |               |               |               |               | Olympiakos | Olympiakos         | 67                 |                    |  |
|  |               |               | Panathīnaïkos | Panathīnaïkos | 52         |                    |                    |                    |  |
|  | Panathīnaïkos | Panathīnaïkos | Panathīnaïkos | Panathīnaïkos | 52         | 72                 |                    |                    |  |
|  | Panathīnaïkos | Panathīnaïkos |               |               |            | 72                 |                    |                    |  |
|  | Kolossos Rodi | Kolossos Rodi | 67            |               |            | Finale terzo posto | Finale terzo posto | Finale terzo posto |  |
|  | Kolossos Rodi | Kolossos Rodi | 67            |               |            |                    |                    |                    |  |
|  |               |               |               |               |            |                    |                    |                    |  |
|  |               |               |               |               |            | Promitheas         | Promitheas         | 95                 |  |
|  |               |               |               |               |            | Promitheas         | Promitheas         | 95                 |  |
|  |               |               |               |               |            | Kolossos Rodi      | Kolossos Rodi      | 71                 |  |

## Semifinali
| Arbitri: | Koromilas Tsaroucha Zacharīs |

| |            | |
| Gudaitis, Williams 14 | Punti      | 20 Starks |
| Lee 5 | Assist     | 5 Katsivelīs |
| Williams 8 | Rimbalzi   | 10 Osborne |
| 0 P. Kalaitzakīs• 5 Lee• 6 Papagiannīs• 8 Williams• 40 Grigonis 7 Mpochōridīs• 12 Andrews• 16 G. Kalaitzakīs• 33 Chougkaz• 72 Mantzoukas• 77 Gudaitis | Formazioni | 2 Moreira• 4 Chrysikopoulos• 13 Barcello• 19 Katsivelīs• 31 Giannopoulos 1 Starks• 7 Teague• 10 Osborne• 12 Mpillīs• 18 Chatzidakīs• 23 Iordanou• 55 Stefanović |
| Dejan Radonjić | Allenatori | Īlias Papatheodōrou |

| Arbitri: | Papapetrou Poursanidīs Pitsilkas |

| |            | |
| Vezenkov 19 | Punti      | 16 Simpson |
| Walkup 7 | Assist     | 7 Gkikas |
| Bolomboy 8 | Rimbalzi   | 5 Kaklamanakīs |
| 0 Walkup• 3 Canaan• 10 Fall• 14 Vezenkov• 16 Papanikolaou 4 Lountzīs• 5 Larentzakīs• 9 Papas• 11 Sloukas• 21 Bolomboy• 25 Peters• 77 McKissic | Formazioni | 3 Young• 8 Gkikasa• 14 Kaklamanakīs• 15 Simpson• 98 Kulboka 1 Cowan• 4 Conditt• 5 Plotas• 6 Tsairelīs• 7 Mouratos• 9 Hellems• 80 Tanoulīs |
| Giōrgos Mpartzōkas | Allenatori | Makīs Giatras |

## Finale 3º posto
| Arbitri: | Tsaroucha Kardarīs Zacharīs |

| |            | |
| Starks 21 | Punti      | 23 Young |
| Katsivelīs 3 | Assist     | 6 Cowan |
| Osborne 8 | Rimbalzi   | 8 Conditt |
| 1 Starks• 2 Moreira• 4 Chrysikopoulos• 19 Katsivelīs• 55 Stefanović 7 Teague• 10 Mpillīs• 12 Osborne• 13 Barcello• 18 Chatzidakīs• 23 Iordanou• 31 Giannopoulos | Formazioni | 1 Cowan• 3 Young• 4 Conditt• 6 Tsairelīs• 9 Hellems 5 Plotas• 7 Mouratos• 8 Gkikas• 14 Kaklamanakīs• 15 Simpson• 80 Tanoulīs• 98 Kulboka |
| Īlias Papatheodōrou | Allenatori | Makīs Giatras |

## Finale
| Arbitri: | Koromilas Poursanidīs Papapetrou |

| |            | |
| Lee 12 | Punti      | 12 Fall, Vezenkov |
| Lee 4 | Assist     | 5 Fall |
| Papagiannīs 9 | Rimbalzi   | 11 Vezenkov |
| 0 P. Kalaitzakīs• 5 Lee• 6 Papagiannīs• 8 Williams• 40 Grigonis 7 Mpochōridīs• 12 Andrews• 16 G. Kalaitzakīs• 33 Chougkaz• 37 Ponitka• 72 Mantzoukas• 77 Gudaitis | Formazioni | 0 Walkup• 3 Canaan• 10 Fall• 14 Vezenkov• 16 Papanikolaou 4 Lountzīs• 5 Larentzakīs• 9 Papas• 11 Sloukas• 21 Bolomboy• 25 Peters• 77 McKissic |
| Dejan Radonjić | Allenatori | Giōrgos Mpartzōkas |